# Johannes Steen
Johannes Steen (Christiania, 22 juli 1827 - Voss, 1 april 1906) was een Noors politicus voor Venstre.
Sinds 1858 was hij lid van het Noorse parlement, in 1881-1888 en in 1895-1898 als voorzitter. In 1891-1893 en in 1898-1902 diende hij als premier van Noorwegen. In zijn laatste ambtstermijn was hij verantwoordelijk voor de wet op de grondverkoop van 1902, waarmee de verkoop of pacht van land die eigendom van de staat was alleen werd toegestaan aan degenen die vloeiend Noors spraken, waarmee het de Saami in de praktijk onmogelijk werd gemaakt hun traditionele jachtgronden en graaslanden te verwerven.
- Bibsys: 90096976
- Biblioteca Nacional de España: XX1448353
- International Standard Name Identifier: 0000 0003 6398 4863
- KulturNav: ace41463-7f5b-42e2-916b-da80e067ccdf
- Virtual International Authority File: 228243076